# Dolac (Novi Pazar)
Pour les articles homonymes, voir Dolac.
Dolac (en serbe cyrillique : Долац) est un village de Serbie situé sur le territoire de la Ville de Novi Pazar, district de Raška. Au recensement de 2011, il comptait 60 habitants.

## Démographie
| 1948 | 1953 | 1961 | 1971 | 1981 | 1991 | 2002 | 2011 |
| ---- | ---- | ---- | ---- | ---- | ---- | ---- | ---- |
| 207  | 218  | 221  | 189  | 147  | 112  | 87   | 60   |

|  |